# Hybozelodes albipes
Hybozelodes albipes är en tvåvingeart som beskrevs av Hermann 1912. Hybozelodes albipes ingår i släktet Hybozelodes och familjen rovflugor.
Artens utbredningsområde är Peru. Inga underarter finns listade i Catalogue of Life.